# Castillo de Albalat
El castillo de Albalat es, como indica su nombre, un castillo que se encuentra en el despoblado de Albalat dels Ànecs, en la parte más septentrional del término municipal de Cabanes, ubicado en lo alto de un cerro situado en la Ribera de Cabanes, en la comarca de la Plana Alta de la provincia de Castellón.
Se trata de un edificio considerado como militar y de uso defensivo datado posiblemente en el siglo XIII.
Actualmente está catalogado como Bien de Interés Cultural, por declaración genérica, con la anotación ministerial: RI-51-0010722; según consta en la Dirección General de Patrimonio Artístico de la Generalidad Valenciana.

## Historia
Antes de la reconquista de la Tenencia de Miravet, llevada a cabo por las tropas cristianas de Jaime I de Aragón, el mencionado rey decidió donar estas tierras, al obispo y cabildo de Tortosa el 27 de abril de 1225, como compensación y muestra de agradecimiento por la ayuda recibida en la reconquista de Valencia.Es por ello por lo que las tierras de la Tenencia de Miravet fueron repobladas por cristianos llevados por el prelado tortosino Poncio de Torrella, dando origen a los poblados de Miravet, Albalat dels Ànecs, Torreblanca, Benlloch y Cabanes.
Mientras que se conoce la fecha de la repoblación de Cabanes (que recibió carta de población el 19 de junio de 1243), y de Benlloch (el 5 de marzo de 1250), las poblaciones de Albalat dels Ànecs y Torreblanca se repoblaron en fecha desconocida.
Lo que sí se puede afirmar con seguridad es que tres siglos más tarde, el 5 de julio de 1575, los entonces despoblados castillos de Miravet y Albalat dels Ànecs, con sus respectivos términos, quedaron anexionados a Cabanes, dando lugar a un único término municipal que ha llegado hasta la actualidad, con una superficie de 131,5 km cuadrados.

## Descripción
El castillo de Albalat, se encuentra ubicado en el cerro sobre la iglesia del mismo nombre. Se trata de una fortaleza que según los autores debió ser construida a petición de los Obispos de Tortosa a finales del siglo XIII (posiblemente en 1280), seguramente tratando con ello de fomentar la repoblación de estas tierras al proporcionar un lugar seguro donde refugiarse en caso de necesidad.
El recinto presenta en su parte sur un doble amurallamiento, presentando una mejor conservación la parte interna del mismo. 
Por su parte, la vertiente norte del cerro presenta una torre con cortinas almenadas. La fábrica, en su conjunto, es de mampostería, con empleo de sillarejo y uso de sillares para reforzar las esquinas.
Se cree que, al igual que ocurrió con el castillo de Miravet, debió abandonarse durante el siglo XVI (posiblemente en 1575, cuando se incorporó al término de Cabanes).
En la actualidad, su estado es ruinoso: pese a todo, su estructura es recuperable y puede considerarse como un conjunto monumental valioso tanto histórica como artísticamente.